# Dierre
Dierre é uma comuna francesa na região administrativa do Centro, no departamento Indre-et-Loire. Estende-se por uma área de 10,31 km². Em 2010 a comuna tinha 625 habitantes (densidade: 60,6 hab./km²).